# Misael Rodríguez
Misael Uziel Rodríguez Olivas (* 7. April 1994 in Ciénega de Ceniceros, Chihuahua) ist ein mexikanischer Boxer im Mittelgewicht (-75 kg).

## Amateurkarriere
Misael Rodríguez gewann die Silbermedaille bei den Zentralamerika- und Karibikspielen 2014, als er erst im Finale vom Kubaner Arlen López gestoppt wurde. 2015 gewann er jeweils eine Bronzemedaille bei den Amerikaspielen in Kanada und den Amerikameisterschaften in Venezuela, wobei ihm auch ein Sieg gegen Myke Carvalho gelang. Bei den Weltmeisterschaften 2015 in Katar schied er im zweiten Kampf gegen den amtierenden Weltmeister Schänibek Älimchanuly aus.
Im März 2016 startete er bei der Amerikanischen Olympiaqualifikation in Argentinien, wobei er sich gegen Joseph Cherkashyn aus Chile (3:0), Arthur Langelier aus St. Lucia (TKO), Luis Hernández aus Panama (3:0) und Marlon Delgado aus Ecuador (3:0) ins Finale vorkämpfte und sich somit für die Olympischen Spiele 2016 in Brasilien qualifizierte. Seine Finalniederlage gegen den US-Amerikaner Charles Conwell (1:2) hatte darauf keine Auswirkung.
Bei den Olympischen Spielen gewann er den Vorrundenkampf gegen den Iraker Wahid Abderredha (3:0) und zog anschließend kampflos gegen den wegen Dopings disqualifizierten Iren Michael O’Reilly ins Viertelfinale ein, wo ihm ein Sieg gegen den Ägypter Hosam Bakr Abdin (3:0) gelang. Im Halbfinale schied er mit einer Bronzemedaille gegen den Usbeken Bektemir Meliqoʻziyev aus (0:3).

## Profikarriere
Am 9. April 2017 bestritt er sein Profidebüt in Los Angeles und besiegte Brian True einstimmig nach Punkten.